# كيز فان إيرسيل
كيز فان إيرسيل (بالهولندية: Kees van Ierssel)‏ (مواليد 6 ديسمبر 1945) هو لاعب كرة قدم. يلعب مع منتخب هولندا لكرة القدم. سبق له أن لعب في كأس العالم لكرة القدم مع منتخب بلاده.

## روابط خارجية
- كيز فان إيرسيل على موقع الاتحاد الدولي (مؤرشف)  (الإنجليزية)
- كيز فان إيرسيل على موقع قاعدة بيانات كرة القدم.إي يو (الإنجليزية)
- كيز فان إيرسيل على موقع ناشيونال فوتبول تيمز (الإنجليزية)
- كيز فان إيرسيل على موقع عالم كرة القدم.نت (الإنجليزية)